# Love Plus
LovePlus (ラブプラス, Rabu Purasu) é um dating sim desenvolvido e distribuído pela Konami para o Nintendo DS. Lançado em 3 de setembro de 2009 somente para o Japão.
O jogo ganhou muito atenção quando um estudante japonês casou-se com uma das personagens.

## Personagens
Protagonista (player)
Voice - Hayami Saori
Um estudante de segundo ano que acaba de transferir para Towano High School. Logo depois ele se une à comissão da biblioteca, ao clube de ténis e a um trabalho de meio-período em um restaurante familiar. Ele é o único personagem que você pode nomear no jogo, e você pode escolher para se referir em primeira pessoa, como ore (俺) ou boku (僕). No mangá Loveplus Rinko Days seu nome é Wataru Aikawa.
Manaka Takane (高嶺 愛花, Takane Manaka)
Voice - Saori Hayami
| Ano               | aluna de 2º ano |
| Clube/Organização | Clube de Tênis |
| Tipo Sanguíneo    | A |
| Aniversário       | 5 de Outubro (Libra) |
| Hobbies           | cozinhar, tocar piano |
| Prato Favorito    | batata doce assada |
| Misc              | Ace feminina do clube de tênis educada e muito dedicada aos estudos chamada de 高嶺 の 花 (Takane no Hana, Lit. "Flor da montanha", ou "meta inatingível") pelos meninos (um trocadilho com o nome dela) |

Rinko Kobayakawa (小早川 凛子, Kobayakawa Rinko)
Voice - Sakura Tange
| Year              | aluna de 1º ano                                          |
| Clube/Organização | Comitê da Biblioteca                                     |
| Tipo Sanguíneo    | B                                                        |
| Aniversário       | 17 de Agosto (Leão)                                      |
| Hobbies           | ler, música (especialmente a música punk), jogos de luta |
| Prato Favorito    | batata-frita Calbee                                      |
| Misc              | geralmente usa fones de ouvido gosta de ficar sozinha    |

O conceito da personagem foi extraído do livro de  "Dance, Dance, Dance" de Haruki Murakami, da personagem "Yuki"　.
Nene Anegasaki (姉ヶ崎 寧々, Anegasaki Nene)
Voice - Yuuko Minaguchi
| Ano               | aluna de 3º ano                                                                      |
| Clube/Organização | trabalho de meio-período em um restaurante chamado "Dixies"                          |
| Tipo Sanguíneo    | O                                                                                    |
| Aniversário       | 20 de Abril (Aries)                                                                  |
| Hobbies           | trabalhos domésticos, filmes de horror (pode assistir ao mesmo filme inúmeras vezes) |
| Prato Favorito    | Lozenge Mints                                                                        |
| Misc              | tem um caráter maduro vista como uma pessoa confiável                                |

No conceito inicial do desenvolvimento, era para ser uma estudante universitária com uma maquiagem leve. Este último manteve-se como parte de sua aparência durante a liberação do jogo. Ela também tem uma pinta sob seu olho direito.

## Sequência
Uma sequência foi lançada em 2012 para o Nintendo 3DS intitulada New LovePlus (二ューラブプラス, Niyū Rabu Purasu).

## Links
- Loveplus' (em japonês)